# キャタピラージャパン
キャタピラージャパン合同会社（英: Caterpillar Japan LLC）は、アメリカ合衆国の世界最大手の建設機械製造会社であるキャタピラー社の日本法人である。また日本キャタピラーは通常、キャタピラージャパンの子会社でありキャタピラー東北・キャタピラーイーストジャパン・キャタピラーウェストジャパンの3合同会社を統合した日本キャタピラー合同会社を指す。

## 沿革
- 1960年（昭和35年） - 新三菱重工業（後の三菱重工業）が建設機械に進出し、明石工場（後の明石製作所）を開設。油圧ショベルを国産化。
- 1963年（昭和38年）11月4日 - キャタピラー三菱株式会社として発足。出資比率はキャタピラー：新三菱重工＝50:50。
- 1986年（昭和61年）10月 - 三菱重工が油圧ショベルの事業をエム・エイチ・アイ建機株式会社に営業譲渡し、明石製作所は同社に移管。
- 1987年（昭和62年）7月 - キャタピラー三菱株式会社がエム・エイチ・アイ建機を合併し、新キャタピラー三菱株式会社（以下、SCM）に商号変更。
- 2001年（平成13年）- 三菱重工の建設機械事業の大部分が移管。
- 2007年（平成19年）- 社長が三菱重工からの出向である広瀬正典から、相模事業所出身の平野昭一に交代する。
- 2008年（平成20年）
  - 3月26日 - 三菱重工が保有するSCM株式の一部を2008年度前期までにキャタピラー社に譲渡し、出資比率を33 %に引き下げると発表[1]（社長交代[注釈 1]や三菱重工出向者の出処進退についても検討[注釈 2]）。
  - 8月1日 - キャタピラージャパン株式会社に商号変更。グループ子会社各社も同時に商号変更。
- 2012年（平成24年）3月1日 - 三菱重工が、保有する当社株式の全てをキャタピラー社に譲渡すると発表[2]。
- 2016年（平成28年）10月1日 - 子会社であるキャタピラー東北株式会社、キャタピラーイーストジャパン株式会社及びキャタピラーウエストジャパン株式会社を合同会社に組織変更[3]。
- 2017年（平成29年）
  - 4月1日 - 組織を株式会社から合同会社に変更。子会社であるキャタピラー東北、キャタピラーイーストジャパン、キャタピラーウエストジャパンを合併し、日本キャタピラー合同会社として子会社化[4]。
  - 12月 - 本社を横浜市みなとみらい地区のオーシャンゲートみなとみらい内へ移転。

## 事業所

### 主な事業所
明石事業所（油圧ショベル開発本部・HEDC）
兵庫県明石市に所在し、油圧ショベルとアスファルトフィニッシャ、環境リサイクル機器を生産。事業所の敷地内には油圧ショベル開発本部（Hydraulic Excavator Development Center）が設置されており、キャタピラー社の米国国外で唯一の主要開発拠点としてCATブランドの油圧ショベル開発を担っている。また、主要部品を世界に供給しており、特に旋回ベアリングについては、全てのキャタピラー製品に導入されている。
もとは新三菱重工神戸造船所建機専門工場としてスタートし、ここで国産初の油圧ショベル（ユンボ）Y35を生産していた。
社名変更後も最寄りのバス停留所名はしばらくの間「三菱前」だったが、後に変更され、「清水北沢」と企業名が付かないものとなった。
D-Tech Center
埼玉県秩父市に所在するキャタピラー社におけるアジア最大規模の研修施設で、本格的なデモンストレーション施設。同市の山中に5年の歳月をかけて建設された。大型機械も含め50台を配し、100トン級トラックも運用でき、かつ整備工場や視聴覚室、ガラス張りの観覧席など、購入前に実際に機動している建機の姿を見ることが可能。
なお、現在は子会社である日本キャタピラーの所有となっている。

### 閉鎖された工場
相模事業所（相模開発センター・SDC）;
神奈川県相模原市中央区に所在した。ホイールローダ、ブルドーザー、ミニ油圧ショベルのほか、社内及びキャタピラーグループ向け油圧機器も製造していた。国内・世界各地へ部品を供給する部品センターも設置されていた。また、2003年（平成15年）に相模開発センター（Sagami Development Center）が設置され、ミニ油圧ショベル・ミニホイールローダの開発を担う世界的中核拠点となっていた。
2018年に閉鎖され、跡地にはグローバル・ロジスティック・プロパティーズ（GLP）による物流施設GLP ALFALINK相模原が2022年に建設された。

## 取扱製品
- 油圧ショベル
- ブルドーザー
- ホイールローダー
- オフロードダンプトラック
- アーティキュレートダンプトラック
- ロードローラー
- モーターグレーダー
- 環境機械
- クローラーダンプ

など
かつて小型ブルドーザー、ミニ油圧ショベル、アスファルトフィニッシャ、モーターグレーダーなど一部の製品については三菱ブランドで販売されていた。これは三菱重工の資本が引き上げられた後もしばらく続いていたが、三菱重工から当社への建設機械製品及び事業の移管が進んだこと、更に三菱重工自体が建設機械からの撤退を進めたことにより、2019年現在は全て自社ブランド製品のみの扱いとなっている。

## スポーツ事業
- CATレディースゴルフトーナメント - 毎年8月に神奈川県・大箱根カントリークラブで行われている女子プロゴルフトーナメント
- かつて相模事業所では社会人野球チームを有していたが、都市対抗野球大会の南関東予選で敗退し、本大会への出場は叶わなかった。
- スーパー15ニュージーランドのクルセイダーズのスポンサー。

## 主な子会社等
日本キャタピラーグループ
- 日本キャタピラー（四国・九州を除くエリアで販売業を実施。）
- 東京レンタル（建築機材リース業）
- Catレンタル九州
- キャタピラー教習所（都道府県労働局長登録教習機関、四国・九州を除き、自社製品使用者に教育を行っている。）

グループ外会社
- 四国機器 - 香川県・愛媛県新居浜市における特約店
- 四国建販 - 高知県・徳島県・愛媛県における特約店
- キャタピラー九州 - 九州地方における特約店。JR九州グループ。2017年10月2日に会社分割。特約店事業等を分割した会社（新生）キャタピラー九州をJR九州が買収、子会社化。